# Federico Guglielmo II di Prussia
Federico Guglielmo II di Prussia (Berlino, 25 settembre 1744 – Potsdam, 16 novembre 1797) fu il quarto re di Prussia e il penultimo principe elettore di Brandeburgo dal 1786 al 1797.
Per il suo stile di vita è ricordato come un re dongiovanni e, a causa della sua mole, fu soprannominato dai prussiani der dicke Lüderjahn (il grassone buono a nulla).

## Biografia

### Anni giovanili
Federico Guglielmo era figlio primogenito del principe di Prussia Augusto Guglielmo, fratello minore di Federico il Grande. Poiché quest'ultimo non aveva figli, Augusto era erede al trono, e dopo la sua morte lo divenne Federico Guglielmo. Ma, stante l'antipatia di Federico II per il fratello, la cui condotta appariva indegna agli occhi del re, l'appellativo dell'erede al trono della casa di Prussia era stato modificato: soltanto il figlio maggiore di un sovrano regnante avrebbe potuto fregiarsi del titolo di principe ereditario, mentre l'erede al trono non discendente in linea retta del re doveva accontentarsi di quello di principe di Prussia. La norma rimase in vigore fino all'abolizione della monarchia nel 1918.
I cattivi rapporti del re con suo fratello non si ripercossero subito sul nipote. Federico Guglielmo infatti non aveva intenzione di ripetere gli errori del padre, che pure l'avrebbe voluto a sua immagine (sebbene questa si fosse rivelata un disastro). Per l'educazione del nipote il re dettò nel 1760 precise istruzioni che, nei loro principî, apparirebbero esemplari tuttora. Federico Guglielmo ebbe anche un ruolo nelle operazioni militari dell'ultima fase della Guerra dei sette anni (per l'esattezza nell'assedio di Schweidnitz), e in tale occasione fu elogiato dal sovrano per il suo coraggio.
Nel corso degli anni però il rapporto del re con l'erede al trono cambiò radicalmente, soprattutto a causa delle divergenze caratteriali fra i due uomini. Per stile di vita e visione politica, Federico il Grande era molto diverso dal nipote. Fedele al suo ideale del re come "primo servitore dello stato", aveva a malapena una vita privata ed evitava il più possibile le apparizioni mondane. Al contrario, soprattutto dal 1763, si dedicò sempre più alla politica e alle funzioni di governo. Immerso nei minimi dettagli il sovrano resse da solo tutte le trame della politica prussiana, escludendo dalle questioni politiche l'ambiente di corte, e in particolare l'erede al trono.
Da parte sua, Federico Guglielmo non era che un giovane principe, e non aveva voglia di occuparsi solo d'affari di stato: voleva piuttosto godersi la vita, una propensione comune a molti dei nobili suoi contemporanei nell'Europa del XVIII secolo. Negli anni giovanili il principe coltivò diversi amori: di ciò le forze tradizionaliste della corte prussiana, con il re in testa, presero atto senza troppo entusiasmo. Ormai Federico Guglielmo somigliava molto al defunto padre, che guarda caso era caduto in disgrazia presso il fratello per le stesse ragioni (ma c'era un altro motivo: una battaglia perduta nella Guerra dei sette anni).

### Matrimoni e relazioni
Nel 1765 il re impose al nipote suo erede il matrimonio con la cugina principessa Elisabetta Cristina Ulrica di Brunswick-Wolfenbüttel. La coppia ebbe una figlia, Federica Carlotta Ulrica Caterina, ma l'unione fu molto infelice. Federico Guglielmo aveva infatti un'intensa vita extraconiugale. Già nel 1764 egli aveva conosciuto la figlia di un musicista, Wilhelmine Enke (o Encke, 1753-1820), e intratteneva con lei una relazione destinata a segnare la sua vita e il suo regno. Sulla freddezza del nipote verso la moglie si intromise lo stesso re – ansioso di un erede maschio –, consigliando a quest'ultima di generare un successore, anche spurio. Sebbene Elisabetta in un primo momento rifiutasse sdegnata, decise ugualmente di rendere la pariglia al marito: lo fece però in modo plateale, rischiando di mettere in discussione davanti a tutti la legittimità di un eventuale successore.
A questo punto, ciò che era perdonabile all'erede al trono non lo era più alla sua sposa. Così ad Elisabetta fu intimato di cambiar vita, ma lei non se ne curò. Quando fu intercettata l'ennesima lettera galante, in cui la principessa implorava il suo amante di portarla via, venne per lei il tempo di lasciare la corte prussiana. Federico Guglielmo ottenne il divorzio, motivato per colpa della moglie ed Elisabetta fu confinata prima a Küstrin e poi a Stettino.

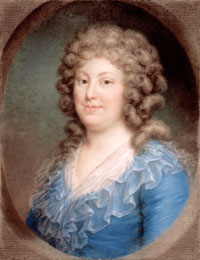
Federica Luisa d'Assia-Darmstadt, regina di Prussia

Il fallimento matrimoniale di Federico Guglielmo impose alla corte di Potsdam la necessità di attivarsi ancora per procurare nuove nozze al principe della casa reale: la dinastia aveva ancora bisogno, infatti, di un erede maschio. La scelta cadde sulla principessa Federica Luisa, figlia di Luigi IX d'Assia-Darmstadt e di Carolina del Palatinato-Zweibrücken-Birkenfeld. Federica appagò i desideri della sua nuova famiglia, procurando il successore sperato alla casa reale prussiana. Federico Guglielmo ebbe da lei in tutto sette figli.
Il secondo matrimonio non cambiò però le abitudini extraconiugali del principe. Wilhelmine Enke ottenne perfino (1769) l'approvazione del re come favorita ufficiale dell'erede al trono e beneficiò di una rendita annuale di 30.000 talleri. Per ragioni di facciata la donna sposò un cameriere particolare, un certo Riez, ma queste nozze nulla mutarono nel rapporto col principe: da lui Wilhelmine ebbe anzi cinque figli.
L'influenza politica di Wilhelmine Enke è discussa: di fatto essa non fu così eclatante, ma la donna si guadagnò ugualmente la fama di Madame de Pompadour prussiana, oltre a una moltitudine di privilegi fra i quali la concessione (1796) del titolo di contessa di Lichtenau. Alla morte di Federico Guglielmo, avvenuta nel 1797, ella cadde però in disgrazia e fu arrestata, anche se in seguito ottenne la riabilitazione.
Oltre a Wilhelmine il futuro re ebbe altre favorite, come le contesse Julie von Voß di Ingenheim (1766 – 1789) e Sophie von Dönhoff (1768 – 1834). Tali relazioni non avevano rilievo politico, ancorché fossero approvate dalla stessa Federica Luisa nel tentativo di neutralizzare l'influsso di Wilhelmine Enke. Invano, Federica si sarebbe spinta ad accettare che il re sposasse le due donne, con nozze morganatiche e in condizione di bigamia.

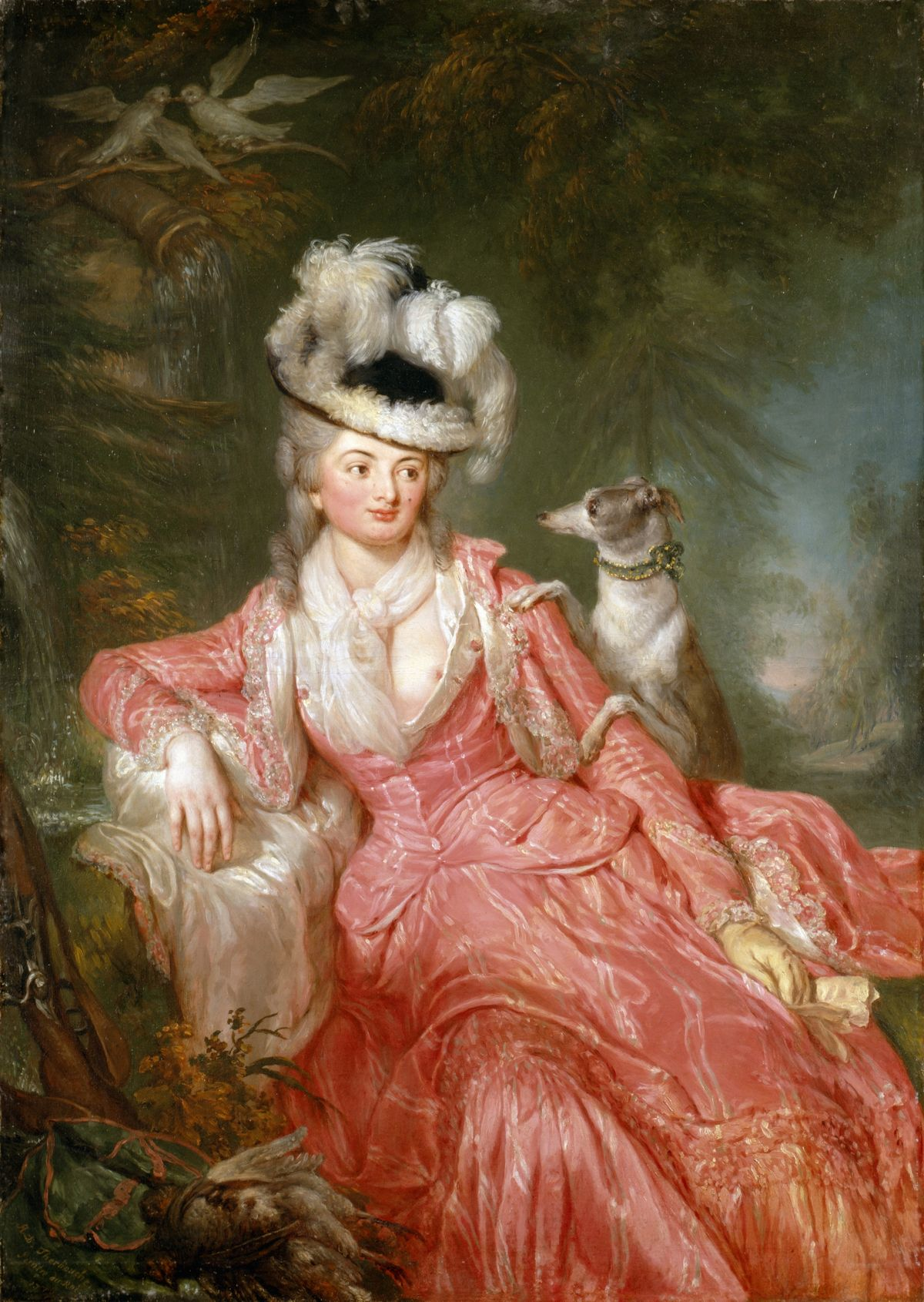
Wilhelmine von Lichtenau, amante ufficiale del re

### Massoneria e spiritismo
Le nuove nozze del re non nascevano dal nulla, ma erano combinate da qualcuno che ebbe invece di sicuro la massima influenza sul regno di Federico Guglielmo. Appassionato di occultismo, il principe si era avvicinato all'ordine massonico della Rosacroce d'oro, al quale fu affiliato nel 1781 col nome d'ordine di Ormesus Magnus, e alla sua complessa dottrina mista di sacra scrittura, teosofia, misticismo, alchimia e cabala. L'ordine si sentiva investito da Dio della missione di salvare milioni di anime dal male: naturalmente, l'anima più importante era proprio quella dell'erede al trono.
Due dei principali esponenti dell'ordine, Johann Christoph von Wöllner e Johann Rudolf von Bischoffwerder, riuscirono nell'intento di convertirlo, combinando perfino di inscenare sedute spiritiche nelle quali gli veniva fatto credere di entrare in contatto con i defunti (da Marco Aurelio, all'antenato Federico Guglielmo di Brandeburgo, a Leibniz) e di ottenerne il consiglio. Alla simulazione di questi contatti medianici prendeva parte a volte la stessa Wilhelmine Enke per rafforzare la sua posizione. Il presunto consiglio degli spiriti, inscenati da giochi di luce con l'aiuto di un ventriloquo, risultava naturalmente sempre conforme alle intenzioni dell'ordine. Federico Guglielmo amava inebriarsi dell'esperienza e non coltivava il minimo sospetto.
Presto, dopo l'ascesa al trono dell'illustre allievo, Wöllner e Bischoffwerder ottennero importanti cariche pubbliche.

### Regno
Quando nel 1786 lo zio Federico il Grande morì, il principe di Prussia salì al trono con il nome di Federico Guglielmo II. Appena assunta la carica, il nuovo re si fece molto amare dal popolo, che si aspettava un generale miglioramento della situazione. Negli ultimi tempi del regno, infatti, il defunto sovrano aveva perso molto consenso, e la sua morte non aveva suscitato poi troppa emozione in Prussia. Federico Guglielmo II trasferì la residenza reale da Sanssouci di nuovo a Berlino, incontrando così l'entusiasmo dei berlinesi. Abolì quindi un'odiosa tassa ed elargì riconoscimenti e onorificenze. Fra le promozioni concesse erano ovviamente anche quelle di Wöllner e Bischoffwerder.
Nell'ottobre 1786 Johann Eustach von Görtz fu inviato nei Paesi Bassi con Friedrich Wilhelm von Thulemeier per comporre il conflitto tra gli Orange (in particolare lo Statolder Guglielmo V, cognato di Federico Guglielmo) e i "patrioti", onde scongiurare la guerra civile. La missione fallì, e la Prussia spedì allora Carlo Guglielmo Ferdinando di Brunswick-Wolfenbüttel a occupare militarmente la Repubblica delle Province Unite. In memoria di questa impresa Federico Guglielmo, che investiva molto nell'arte (fu mecenate di Boccherini e Schadow) e nell'edilizia, fece erigere la Porta di Brandeburgo.

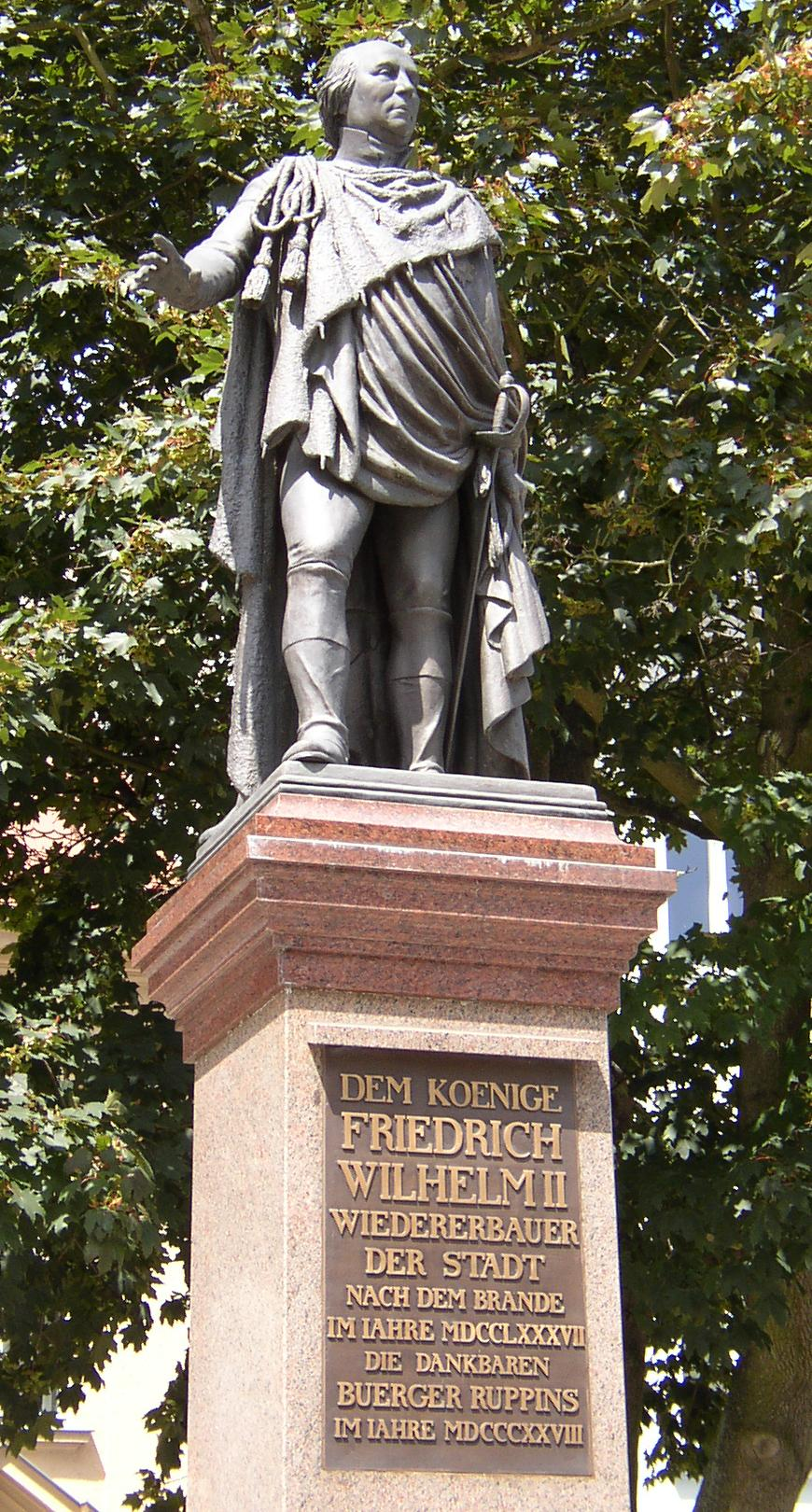
Monumento a Federico Guglielmo II a Neuruppin, per gratitudine al re che riedificò la città dopo l'incendio del 1787

Ben presto, tuttavia, nell'azione politica del nuovo re emerse il rovescio della medaglia. Condizionato dal manchevole addestramento agli affari di stato da parte di suo zio, Federico Guglielmo non era affatto capace, a differenza del predecessore, di governare dalla sua scrivania. In luogo dell'accentramento operato da Federico il Grande comparve un governo di gabinetto dominato dall'influenza di Wöllner. Piuttosto che dare nuovo impulso alla vita politico-spirituale, furono emanati il famigerato editto religioso del 9 luglio e l'editto censorio del 19 dicembre 1788, che avrebbero privato il popolo della libertà nei soli ambiti (religioso e letterario) ancora intatti dopo il regno di Federico il Grande.
Altro fattore (ed errore) fondamentale in politica interna fu il mantenimento della vecchia struttura amministrativa, e degli impiegati e ufficiali di Federico il Grande, la maggioranza dei quali era in carica dal 1763. Federico Guglielmo, per gratitudine, li aveva tenuti in servizio. In gioventù essi avevano certamente dato molto alla Prussia e al vecchio sovrano, ma molti di essi avevano oltre 65 anni, alcuni anche oltre settanta, e non erano più abbastanza elastici da adattarsi alle nuove esigenze. Ciò si ripercosse negativamente sulla pubblica amministrazione. Ancora più grave fu però il danno prodotto nel campo militare. Dopo il 1789 i veterani della guerra dei sette anni non erano certo in grado di affrontare efficacemente l'esercito volontario francese, anche perché non potevano ormai più comprendere le nuove concezioni militari dei francesi.
Le operazioni armate intraprese nel 1790 (mentre Austria e Russia erano impantanate nella guerra contro i turchi), e dirette a conquistare a Federico Guglielmo un ruolo di guida e di ago della bilancia fra le potenze mitteleuropee, si risolsero in un fallimento, considerate le spese per l'armamento dello stesso sovrano. Infatti, allorché con miope e intempestiva generosità il re addivenne alla Convenzione di Reichenbach (27 luglio), liberando l'Austria dalla nefasta guerra all'Impero ottomano, fu chiara a tutti la sua incapacità di conservare una posizione dominante alla Prussia. Contemporaneamente fu sciolta la Fürstenbund (Lega dei Principi), voluta a suo tempo da Federico il Grande in funzione antiaustriaca.
Essendo scoppiata la Rivoluzione francese, Federico Guglielmo si mosse anzitutto contro la Francia per liberare Luigi XVI. Emise allora congiuntamente all'Austria la Dichiarazione di Pillnitz (1791), e condusse personalmente l'esercito alla volta della Champagne. Malgrado la debolezza militare della Francia postrivoluzionaria, l'avventura sfociò nell'infruttuosa battaglia di Valmy, che anzi equivalse nelle sue conseguenze a una vera e propria vittoria francese. La sconfitta di Valmy, dunque, dimostrò la fragilità dell'esercito prussiano. La gloria di Federico il Grande era ormai trascorsa.
Nel 1793 il re si unì alla prima coalizione e ottenne la conquista di Magonza. Ma poi rivolse la propria attenzione alla Polonia, paese di importanza strategica per gli interessi prussiani. Il 14 maggio 1792 la Russia, grazie alla Confederazione di Targowica, aveva impedito la riorganizzazione politica della Polonia, e preparava l'annessione occupando militarmente l'intero paese. Per evitarlo Federico Guglielmo concluse con l'Impero russo, il 23 gennaio seguente, un secondo trattato di spartizione della Polonia, con il quale ottenne Danzica, Thorn e la Prussia meridionale (57.000 km² per 1.100.000 abitanti): un significativo rafforzamento del confine orientale.

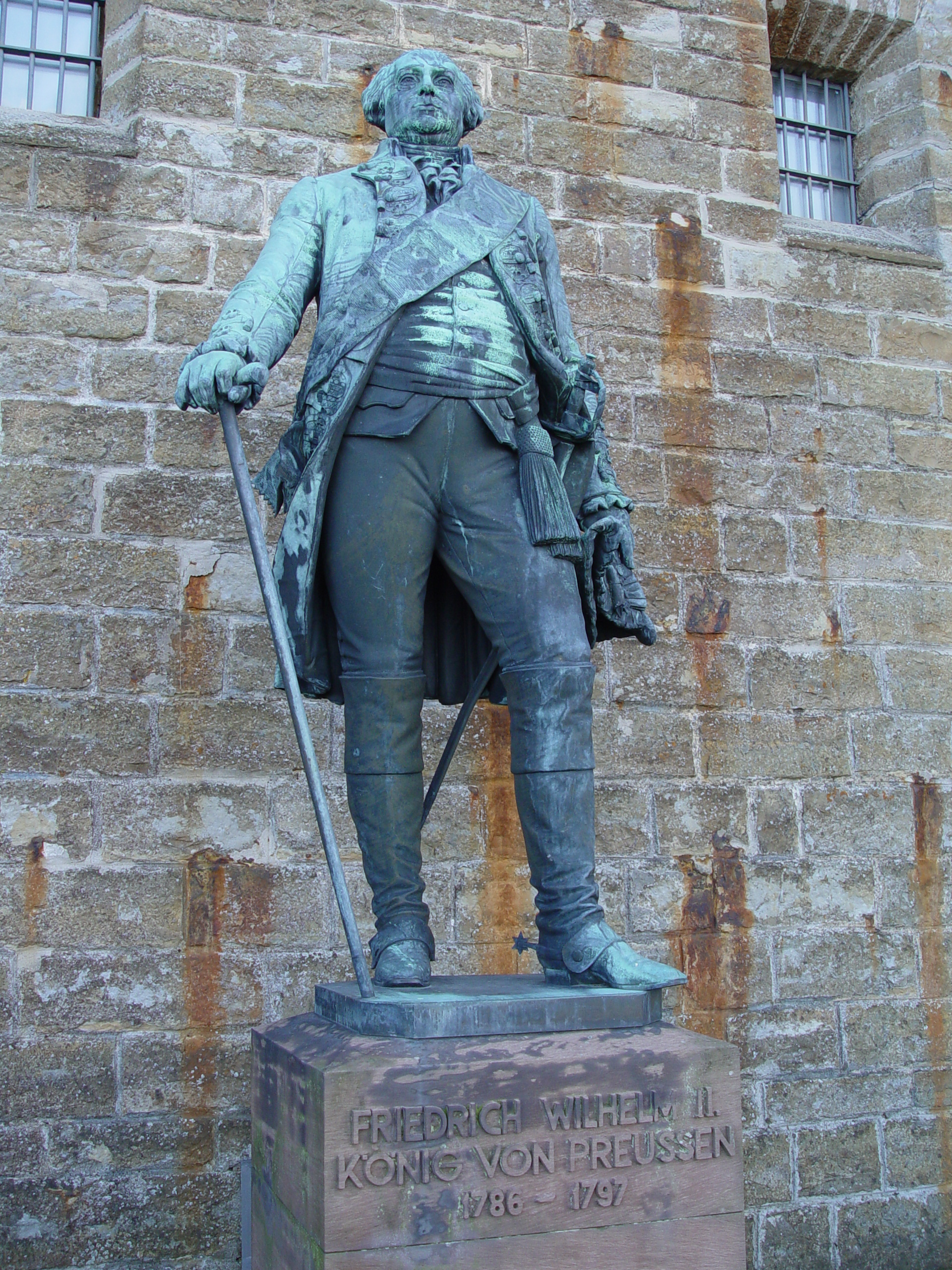
Statua di Federico Guglielmo II al Castello Hohenzollern

In questo modo però mise fuori gioco l'Austria e determinò l'inasprimento delle reciproche gelosie fra le due potenze tedesche, paralizzando altresì l'azione militare antifrancese. Il risultato fu che la Prussia non poté sfruttare le vittorie del proprio esercito a Pirmasens (14 settembre) e Kaiserslautern (28-30 novembre) in vista di un'invasione della Francia.
Al contempo, Federico Guglielmo non riuscì neanche a decidere il recesso dalla coalizione (nonostante le finanze prussiane fossero ormai sfinite), e accondiscese a stipulare il Trattato dell'Aia (19 aprile 1794) con le potenze marittime (Inghilterra e Paesi Bassi), offrendo loro un esercito di 64.000 uomini delle cui imprese di conquista esse si sarebbero anzi appropriate. Questo esercito abbatté due volte i francesi presso Kaiserslautern (23 maggio e 18-20 settembre), ma non riuscì a penetrare in territorio nemico, tanto più che in quel momento Federico Guglielmo, dopo la sollevazione polacca del 1794, era coinvolto in una campagna sul fronte orientale.
L'armata prussiana sotto il comando del re in persona prese Cracovia, ma assediò inutilmente Varsavia. Essendo intanto riusciti a soffocare la rivolta i russi, toccò a questi decidere l'ultima spartizione della Polonia. Nel trattato con l'Austria (3 gennaio 1795) essi regolarono tale spartizione in modo da assegnare a Federico Guglielmo territori straordinariamente estesi: la Masovia, Varsavia e Białystok (Nuova Prussia orientale, 47.000 km² per un milione di abitanti) passarono sotto il controllo prussiano. Il 24 ottobre il terzo trattato fu sottoscritto.
Le nuove acquisizioni permisero alla Prussia di comporsi in una vera unità territoriale statale. Poiché nel 1791 anche Ansbach e Bayreuth erano cadute sotto la sovranità prussiana, la superficie complessiva si estese raggiungendo - fino alla morte di Federico Guglielmo - i 300.000 km² per 8.700.000 abitanti. La popolazione prussiana si componeva per meno di un terzo di polacchi (circa 2.600.000). Ma la tarda storiografia nazionale tedesca avrebbe guardato alla costruzione di uno stato germanico-polacco assai criticamente, anzi proprio come a una strada sbagliata.
Già in precedenza Federico Guglielmo, con la Pace di Basilea (5 aprile 1795), si era ritirato dalla guerra contro la Francia, così tracciando una linea di demarcazione che assicurava pace e neutralità non solo alla Prussia, ma all'intera Germania settentrionale. Sarebbe stato suo figlio (che ragionava in termini non politici ma morali) a giocarsi poi questa pace nel momento peggiore possibile.
Nel frattempo, la famiglia reale non era serena. La regina si sentiva esclusa dagli affari del re, offesa in particolare dalla relazione con Wilhelmine Enke. Il Principe ereditario stava dalla sua parte, e non vedeva perciò di buon occhio né la favorita né il padre. Malgrado ciò la casa di Prussia celebrò nel 1793 due matrimoni: i figli maggiori del re sposarono infatti due sorelle della casa di Meclemburgo. Fece così il suo ingresso alla corte prussiana la futura regina Luisa di Meclemburgo-Strelitz. Federico Guglielmo II morì nel novembre 1797 di idrotorace, all'età di soli 53 anni. Sul letto di morte rimpianse la campagna militare di Francia del 1793.

## Eredità storica
Nel XIX secolo la figura storica di Federico Guglielmo II era intorbidita da un giudizio unilateralmente negativo della sua vita privata. Da questo punto di vista la valutazione era ingiusta, poiché egli in realtà non differiva molto dagli altri monarchi europei del suo tempo. Il fatto è che Federico Guglielmo faticava a uscire dall'ombra del suo predecessore, né vi riuscì negli undici anni del suo regno. Non fanno certo bella figura la sua subordinazione ai membri dell'ordine dei Rosacroce d'oro, le mancate riforme interne dopo la morte dello zio (con invecchiamento della classe dirigente amministrativa e militare), la scarsa lungimiranza politica e militare nella guerra contro la Francia rivoluzionaria.
Apprezzabili, dal punto di vista prussiano, furono invece senz'altro l'espansione territoriale ottenuta con la seconda e terza spartizione della Polonia, e l'emanazione nel 1794 dell'Allgemeines Landrecht, il codice certo in gran parte elaborato sotto Federico il Grande, ma completato e varato da Federico Guglielmo. Sarebbe rimasto in vigore fino al 1900. Una statua di Federico Guglielmo II, opera di Adolf Brütt, fu inaugurata sulla Siegesallee di Berlino il 13 febbraio 1899.

## Discendenza
Dal primo matrimonio con Elisabetta di Brunswick-Wolfenbüttel (1765-1769), concluso con il divorzio, nacque
- Federica Carlotta Ulrica Caterina (Charlottenburg, 7 maggio 1767 – Oatlands Park a Weybridge, 6 agosto 1820); sposò nel 1791 il principe Federico Augusto, duca di York.

Dal secondo matrimonio con Federica d'Assia-Darmstadt (1769-1797) nacquero
- Federico Guglielmo (Potsdam, 3 agosto 1770 – Berlino, 7 giugno 1840), futuro re di Prussia; sposò nel 1793 la principessa Luisa di Meclemburgo-Strelitz e nel 1825 la contessa Augusta di Harrach, poi principessa di Liegnitz;
- Federica Cristina Amalia Guglielmina (Potsdam, 31 agosto 1772 – Potsdam, 14 giugno 1773);
- Federico Luigi Carlo (Potsdam, 5 novembre 1773 – Berlino, 28 dicembre 1796); sposò nel 1793 la principessa Federica di Meclemburgo-Strelitz;
- Federica Luisa Guglielmina, detta Mimi (Potsdam, 18 novembre 1774 – L'Aia, 12 ottobre 1837); sposò nel 1791 il re Guglielmo I dei Paesi Bassi;
- Augusta Cristina Federica (Potsdam, 1º maggio 1780 – Kassel, 19 febbraio 1841); sposò nel 1797 il principe elettore Guglielmo II d'Assia-Kassel;
- Federico Enrico Carlo (Berlino, 30 dicembre 1781 – Roma, 12 luglio 1846), futuro Gran Maestro degli Ospitalieri prussiani;
- Federico Guglielmo Carlo (Berlino, 3 luglio 1783 – Berlino, 28 settembre 1851); sposò nel 1804 la langravia Maria Anna d'Assia-Homburg.

Da matrimonio morganatico con Julie von Voss ebbe:
- Gustav Adolf Wilhelm von Ingenheim (Berlino, 2 gennaio 1789 - Wiesbaden, 4 maggio 1855)

Dal secondo matrimonio morganatico con Sophie von Dönhoff nacquero:
- Federico Guglielmo (Berlino, 24 gennaio 1792 – Berlino, 6 novembre 1850), futuro primo ministro prussiano;
- Giulia (Neuchâtel, 2 febbraio 1793 – Vienna, 27 gennaio 1848); avrebbe a sua volta sposato morganaticamente il duca Ferdinando Federico di Anhalt-Köthen.

Dalla relazione con Wilhelmine von Lichtenau nacquero:
- Ulrica Sophia Wilhelmina von Berckholzen
- Christina Sophia Friderica von Lutzenburg
- conte Alexander von der Mark
- contessa Marianne Diderica Friederike Wilhelmine von der Marck (29 gennaio 1780 - Parigi, 11 giugno 1814)

## Ascendenza
|                                             |                                            |                                         | Genitori                                                     |  |  | Nonni |  |  | Bisnonni              |  |  | Trisnonni                         |  |
|                                             |                                            |                                         |                                                              |  |  |       |  |  | Federico I di Prussia |  |  | Federico Guglielmo di Brandeburgo |  |
|                                             |                                            |                                         |                                                              |  |  |       |  |  | Federico I di Prussia |  |  | Federico Guglielmo di Brandeburgo |  |
|                                             |                                            | Luisa Enrichetta d'Orange               |                                                              |  |  |       |  |  | Federico I di Prussia |  |  |                                   |  |
| Federico Guglielmo I di Prussia             |                                            |                                         |                                                              |  |  |       |  |  | Federico I di Prussia |  |  |                                   |  |
|                                             |                                            | Sofia Carlotta di Hannover              | Ernesto Augusto di Hannover                                  |  |  |       |  |  |                       |  |  |                                   |  |
|                                             |                                            | Sofia Carlotta di Hannover              | Ernesto Augusto di Hannover                                  |  |  |       |  |  |                       |  |  |                                   |  |
|                                             |                                            | Sofia Carlotta di Hannover              | Sofia del Palatinato                                         |  |  |       |  |  |                       |  |  |                                   |  |
| Augusto Guglielmo di Prussia                |                                            | Sofia Carlotta di Hannover              |                                                              |  |  |       |  |  |                       |  |  |                                   |  |
|                                             |                                            | Giorgio I d'Inghilterra                 | Ernesto Augusto di Hannover                                  |  |  |       |  |  |                       |  |  |                                   |  |
|                                             |                                            | Giorgio I d'Inghilterra                 | Ernesto Augusto di Hannover                                  |  |  |       |  |  |                       |  |  |                                   |  |
|                                             |                                            | Giorgio I d'Inghilterra                 | Sofia del Palatinato                                         |  |  |       |  |  |                       |  |  |                                   |  |
| Sofia Dorotea di Hannover                   |                                            | Giorgio I d'Inghilterra                 |                                                              |  |  |       |  |  |                       |  |  |                                   |  |
|                                             |                                            | Sofia Dorotea di Celle                  | Giorgio Guglielmo di Brunswick-Lüneburg                      |  |  |       |  |  |                       |  |  |                                   |  |
|                                             |                                            | Sofia Dorotea di Celle                  | Giorgio Guglielmo di Brunswick-Lüneburg                      |  |  |       |  |  |                       |  |  |                                   |  |
|                                             |                                            | Sofia Dorotea di Celle                  | Éléonore d'Esmier d'Olbreuse                                 |  |  |       |  |  |                       |  |  |                                   |  |
| Guglielmo II di Prussia                     |                                            | Sofia Dorotea di Celle                  |                                                              |  |  |       |  |  |                       |  |  |                                   |  |
|                                             | Ferdinando Alberto I di Brunswick-Lüneburg | Augusto di Brunswick-Lüneburg           |                                                              |  |  |       |  |  |                       |  |  |                                   |  |
|                                             | Ferdinando Alberto I di Brunswick-Lüneburg | Augusto di Brunswick-Lüneburg           |                                                              |  |  |       |  |  |                       |  |  |                                   |  |
|                                             | Ferdinando Alberto I di Brunswick-Lüneburg | Sofia Elisabetta di Meclemburgo-Güstrow |                                                              |  |  |       |  |  |                       |  |  |                                   |  |
| Ferdinando Alberto II di Brunswick-Lüneburg | Ferdinando Alberto I di Brunswick-Lüneburg |                                         |                                                              |  |  |       |  |  |                       |  |  |                                   |  |
|                                             |                                            | Cristina d'Assia-Eschewege              | Federico d'Assia-Eschewege                                   |  |  |       |  |  |                       |  |  |                                   |  |
|                                             |                                            | Cristina d'Assia-Eschewege              | Federico d'Assia-Eschewege                                   |  |  |       |  |  |                       |  |  |                                   |  |
|                                             |                                            | Cristina d'Assia-Eschewege              | Eleonora Caterina del Palatinato-Zweibrücken-Kleeburg        |  |  |       |  |  |                       |  |  |                                   |  |
| Luisa Amalia di Brunswick-Wolfenbüttel      |                                            | Cristina d'Assia-Eschewege              |                                                              |  |  |       |  |  |                       |  |  |                                   |  |
|                                             |                                            | Luigi Rodolfo di Brunswick-Lüneburg     | Antonio Ulrico di Brunswick-Lüneburg                         |  |  |       |  |  |                       |  |  |                                   |  |
|                                             |                                            | Luigi Rodolfo di Brunswick-Lüneburg     | Antonio Ulrico di Brunswick-Lüneburg                         |  |  |       |  |  |                       |  |  |                                   |  |
|                                             |                                            | Luigi Rodolfo di Brunswick-Lüneburg     | Elisabetta Giuliana di Schleswig-Holstein-Sonderburg-Norburg |  |  |       |  |  |                       |  |  |                                   |  |
| Antonietta Amalia di Brunswick-Wolfenbüttel |                                            | Luigi Rodolfo di Brunswick-Lüneburg     |                                                              |  |  |       |  |  |                       |  |  |                                   |  |
|                                             |                                            | Cristina Luisa di Oettingen-Oettingen   | Alberto Ernesto I di Oettingen-Oettingen                     |  |  |       |  |  |                       |  |  |                                   |  |
|                                             |                                            | Cristina Luisa di Oettingen-Oettingen   | Alberto Ernesto I di Oettingen-Oettingen                     |  |  |       |  |  |                       |  |  |                                   |  |
|                                             |                                            | Cristina Luisa di Oettingen-Oettingen   | Cristina Federica di Württemberg-Stoccarda                   |  |  |       |  |  |                       |  |  |                                   |  |
|                                             |                                            | Cristina Luisa di Oettingen-Oettingen   |                                                              |  |  |       |  |  |                       |  |  |                                   |  |